# Tipula circularis
Tipula circularis är en tvåvingeart som beskrevs av Alexander 1947. Tipula circularis ingår i släktet Tipula och familjen storharkrankar. Inga underarter finns listade i Catalogue of Life.